# Synotaxus itabaiana
Synotaxus itabaiana är en spindelart som beskrevs av Santos och Cristina A. Rheims 2005. Synotaxus itabaiana ingår i släktet Synotaxus och familjen Synotaxidae. Inga underarter finns listade i Catalogue of Life.